# Richard Lloyd (muzyk)
Richard Lloyd (ur. 25 października 1951 w Pittsburghu) – amerykański gitarzysta, wokalista i kompozytor. Współzałożyciel zespołu Television, a także występujący pod własnym nazwiskiem.

## Kariera
W 1973 dołączył do grupy Television, która w latach 1975–1978 nagrała jednego singla oraz dwa albumy Marquee Moon i Adventure. Po zawieszeniu działalności przez Television w 1978 Lloyd nagrał swój pierwszy album solowy Alchemy. Dalszą karierę uniemożliwiło mu wówczas uzależnienie od narkotyków przez co wycofał się na parę lat ze sceny muzycznej. Po uporaniu się z nałogiem powrócił w 1985 albumem Field of Fire. W 1987 jego koncert w nowojorskim klubie "CBGB" został nagrany i wydany na płycie Real Time. W latach 90. współpracował z m.in. Matthew Sweetem (5 płyt) oraz Johnem Doe'em. W latach 1991–1993 brał udział w reaktywowanym Television z którym nagrał w 1992 album Television. W 2001 powrócił kolejną autorską płytą The Cover Doesn't Matter, a także ponownie razem z Tomem Verlaine'em reaktywowali Television. Dwa lata później dołączył do wznawiającego działalność po dwudziestu kilku latach przerwy zespołu Rocket from the Tombs z którym nagrał album Rocket Redux (2004). W 2007 zakończył współpracę z Television oraz wydał płytę The Radiant Monkey. W 2009 przedstawił własne wersje utworów Jimiego Hendrixa na albumie The Jamie Neverts Story.

## Dyskografia
- Alchemy (1979)
- Field of Fire (1985)
- Real Time (1987)
- The Cover Doesn't Matter (2001)
- The Radiant Monkey (2007)
- The Jamie Neverts Story (2009)
- Lodestones (2010)
- Rosedale (2016)
- The Countdown (2018)

### z Television
- Marquee Moon (1977)
- Adventure (1978)
- Television (1992)

### z Matthew Sweetem
- Earth (1990)
- Girlfriend (1991)
- Altered Beast (1993)
- Son of Altered Beast (1994)
- 100% Fun (1995)

### z Rocket from the Tombs
- Rocket Redux (2004)